# Liste des lacs du Luxembourg
Il existe au Luxembourg quelques lacs et étangs.

## Liste
- Lac d'Echternach[1]
- Lac de la Haute-Sûre[2] ;
- Lac de Weiswampach (nl)[2] ;
- Lacs et étangs de Remerschen[2],[3].